# Nuits viennoises
Pour plus de détails, voir Fiche technique et Distribution.
Nuits viennoises (titre original : Viennese Nights) est un film américain en  Technicolor réalisé par Alan Crosland, sorti en 1930.

## Synopsis
À Vienne en 1890. Franz von Renner, Otto Stirner et Gus Sascher sont trois amis proches qui rejoignent l'armée autrichienne. Finalement, Renner devient lieutenant et, en tant qu'officier supérieur, il est obligé de prendre ses distances avec ses deux anciens amis. Stirner et Renner finissent par tomber amoureux d'une pauvre fille de cordonnier, Elsa. Bien qu'Elsa aime vraiment Otto, elle choisit d'épouser Franz en raison de sa richesse et de sa position sociale, croyant que l'argent lui apportera le bonheur. Otto a le cœur brisé et se rend aux États-Unis avec son ami Gus. Stirner obtient un travail de violoniste dans un orchestre mais a du mal à subvenir aux besoins de sa femme et de son enfant. Plus tard, Elsa se rend aux États-Unis et rencontre Otto ; leur amour est ravivé. Otto apprend le mariage malheureux d'Elsa et ils envisagent de refaire leur vie ensemble. Elsa, cependant, découvre que Stirner est marié et a un enfant. Apitoyée par le fils d'Otto, elle sacrifie son bonheur et retourne auprès de Franz, son mari.
Quarante ans après, Elsa est maintenant grand-mère et envisage que sa petite-fille épouse un homme riche puisque la fortune de la famille est maintenant en déclin. Barbara, cependant, tombe amoureux d'un compositeur, qui se trouve être le petit-fils d'Otto. Elsa se souvient immédiatement de sa romance avec Otto et de l'erreur qu'elle a commise une fois. Elle consent au mariage de sa petite-fille et se remémore l'homme qu'elle aime vraiment, aujourd'hui décédé. Un jour après le mariage, alors qu'il était au parc, Elsa voit Otto et son esprit s'en va avec lui et quitte son corps. 
Le film se termine alors qu'elle retrouve enfin son amour perdu depuis longtemps.

## Fiche technique
- Titre français : Nuits viennoises
- Titre original : Viennese Nights
- Réalisation : Alan Crosland
- Scénario : Oscar Hammerstein II
- Photographie : James Van Trees
- Montage : Hal McLaren
- Société de production et de distribution : Warner Bros. Pictures
- Pays de production :  États-Unis
- Langue originale : anglais américain
- Format : couleur (Technicolor bichrome) — 35 mm — 1,20:1 — son : Vitaphone
- Genre : film musical et romance
- Durée : 92 minutes
- Dates de sortie :
  - États-Unis : 26 novembre 1930
  - France : 18 mars 1932

## Distribution
- Vivienne Segal : Elsa Hofner
- Alexander Gray : Otto Stirner
- Jean Hersholt : Herr Hofner, le père d'Elsa
- Walter Pidgeon : Franz von Renner
- Louise Fazenda : Gretl Kruger
- Alice Day : Barbara, la grand-mère d'Elsa
- Bert Roach : Gus Sascher
- Virginia Sale : Emma Stirner
- Bela Lugosi : comte von Ratz, ambassadeur hongrois

Acteurs non crédités
- Ullrich Haupt Sr. : Hugo, servant dédaigné d'Elsa
- Mary Treen : une jeune femme choquée dans la rue